# Cytaeis uchidae
Cytaeis uchidae är en nässeldjursart som beskrevs av Rees 1962. Cytaeis uchidae ingår i släktet Cytaeis och familjen Cytaeididae. Inga underarter finns listade i Catalogue of Life.

## Bildgalleri

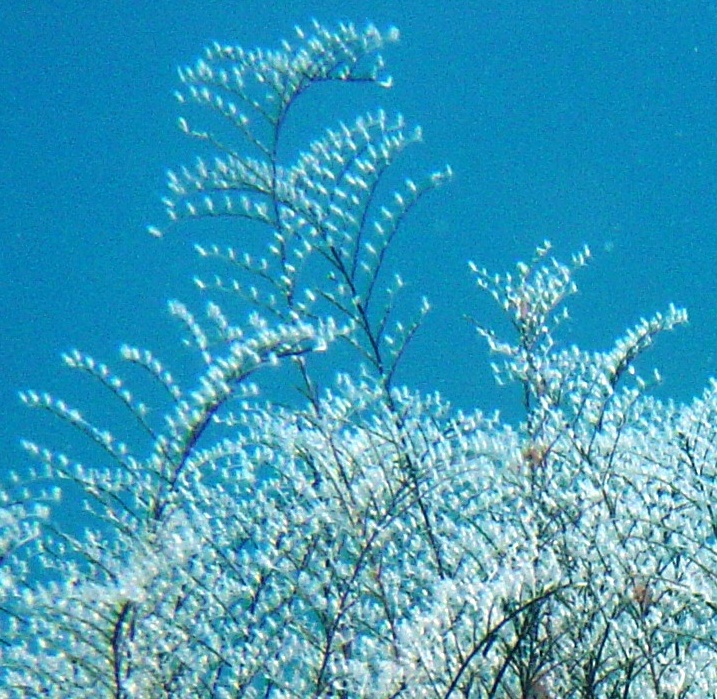